# Evangelische Stadskerk Dillenburg
De Evangelische Stadtskerk Dillenburg is de historische kerk in de Duitse stad Dillenburg.

## Geschiedenis
De kerk is gelegen op de steile helling in de stad Dillenburg waarop Slot Dillenburg stond. Het slot Dillenburg werd gebouwd als residentie van de graaf van Nassau. Het schip werd vanaf 1490 boven de graven van de graven van Nassau uit de Ottoonse linie gebouwd. Voor deze tijd stond hier waarschijnlijk een kapel, genaamd Mariakapel. 
Het is niet bekend of het nieuwe gebouw naast of op de plaats van deze kapel gebouwd is.
In het gewelf van het koor is een sluitstuk dat voorzien is van het wapen van de graven van Nassau van voor 1369. Hieruit kan worden geconcludeerd dat in ieder geval dit koor nog uit de 14e eeuw stamt. Vermoedelijk is dit een deel van de oorspronkelijke grafkapel geweest.
Het nieuwe gebouw is ingewijd op 3 juni 1491, maar werd pas in 1501 voltooid. De kerk was de eerste parochiekerk van Dillenburg. Daarvoor was er een parochiekerk in het naburige Feldpach. De kerk is gewijd aan Johannes de Doper, de apostelen en de evangelisten. Als gevolg van de reformatie werd de kerk in 1530 een protestantse kerk. 
In 1640 werd aan de zuidkant van de kerk een grafkelder voor de vorsten van Nassau gebouwd. Tot 1739 werden hier leden van het huis Nassau bijgezet.
Op de zolder van de kerk stichtte Jan VI van Nassau een Latijnse school, die daar 200 jaar bestaan heeft en de voorloper is van het huidige gymnasium, de Wilhelm-von-Oranien-Schule.
De kerk heeft een 500 jaar oude klok. Willem van Oranje is bij de ingebruikneming aanwezig geweest. Ook heeft hij zijn zoon Maurits daar laten dopen.
De kerk is in 1902 met steun van de Duitse keizer en koningin Wilhelmina gerestaureerd.

## Gebouw
De kerk is een laat-gotische, vlak gedekte zaalkerk. De kerk heeft een 5/8e koorsluiting opgebouwd uit een stergewelf. De westelijke toren is losstaand.
Tijdens de renaissance werd de kerk als gevolg van de Reformatie in het graafschap Nassau omgebouwd tot een hervormde kerk. 
Tussen 1594-1597 werden het schip en de toren door Konrad Rossbach vernieuwd. Uit deze tijd stammen ook een portaal aan de noordzijde (1594) en aan de zuidzijde (1597).
Het interieur stamt ook uit deze tijd. Aan drie zijden van de kerk zijn galerijen van twee verdiepingen toegevoegd. Op dezelfde manier zijn ook de kerk van de stad Herborn, de kasteelkerk van Beilstein, de kerk van Beilstein en de Mariakerk in Hanau ontworpen. 
In 1769 werd het gebouw beschadigd door een brand. Het plafond, middenschip en het stucwerk zijn tussen 1771 en 1772 vernieuwd.
De toren bij het koor dateert pas uit 1902. Het interieur is tussen 1988 en 1990 gerestaureerd omwille van het 500-jarig bestaan van de kerk. 
In de kerk bevindt zich een Oberlinger Orgel met 44 registers en een klokkenspel.

## Begraven in de kerk
In de kerk zijn veel voorouders van het Nederlandse koningshuis begraven. Hierdoor trekt de kerk veel Nederlandse toeristen.
In totaal 79 leden van het Huis Nassau werden hier begraven, waaronder:
- Willem de Rijke (1487-1559)
- Juliana van Stolberg (1506-1580)
- Jan VI van Nassau-Dillenburg (1536-1606) en zijn echtgenotes Elisabeth van Leuchtenberg (1537-1579), Cunegonda Jacoba van de Palts (1556-1586) en Johannetta van Sayn-Wittgenstein (1561-1622)
- Hendrik, vorst van Nassau-Dillenburg (1641-1701)
- Hendrik August Willem, erfprins van Nassau-Dillenburg (1700-1718)
- Elisabeth Charlotte van Nassau-Dillenburg (1703-1720)
- Willem van Nassau-Dillenburg (1670-1724)
- Dorothea Johannette van Holstein-Plön (overleden 1727), echtgenote van Willem van Nassau-Dillenburg